# Telesphore Mkude
Telesphore Mkude (* 30. November 1945 in Pinde) ist ein tansanischer Geistlicher und emeritierter römisch-katholischer Bischof von Morogoro.

## Leben
Telesphore Mkude empfing am 16. Juli 1972 das Sakrament der Priesterweihe.
Am 18. Januar 1988 ernannte ihn Papst Johannes Paul II. zum Bischof von Tanga. Der Erzbischof von Daressalam, Laurean Kardinal Rugambwa, spendete ihm am 26. April desselben Jahres die Bischofsweihe; Mitkonsekratoren waren der emeritierte Bischof von Tanga, Maurus Gervase Komba, und der Bischof von Morogoro, Adriani Mkoba. Am 5. April 1993 ernannte ihn Johannes Paul II. zum Bischof von Morogoro.
Am 13. Februar 2019 ernannte Papst Franziskus den Salvatorianerpater Lazarus Vitalis Msimbe zum Apostolischen Administrator sede plena. Telesphore Mkudes Jusisdiktion ruhte seither. Papst Franziskus nahm am 30. Dezember 2020 das von Telesphore Mkude aus Altersgründen vorgebrachte Rücktrittsgesuch an.